# Ровнер, Геннадий Михайлович
Ро́внер, Генна́дий Миха́йлович (род. 19 сентября 1961, Томилино) — музыкант, композитор и учёный.

## Биография
Геннадий Ровнер родился 19 сентября 1961 года в посёлке Томилино Люберецкого района Московской области.
С детства занимался сочинением музыки. В 1975 г. окончил музыкальную школу по классу фортепиано.
В 1978 году поступил на механический факультет в Московский институт нефтехимической и газовой промышленности имени И. М. Губкина и закончил его в 1983 году, получив специальность «инженер-механик». Защитил диссертацию «Исследование и разработка промышленного комплекса по производству и реализации газомоторного топлива». Далее работал в нефтегазовой научной и производственной сфере. Участвовал в разработке и создании первых в России многотопливных заправочных комплексов для автотранспорта, сети газовых заправочных станций по международным экологическим стандартам, передвижных автозаправочных станций, разработке газобаллонной аппаратуры на метане под давлением 32 МПа. Получил звание кандидата технических наук, написал серию книг, брошюр, научных статей, монографий.
С 2011 года Ровнер выступает как композитор симфонической музыки. В связи с этим в институте Губкина ценят Ровнера как композитора и проводят с его помощью музыкальные мероприятия для студентов. Профессиональный дебют в качестве композитора состоялся в 2011 г. с выпуска и презентации виниловой пластинки Tanaya. В её основу легло полномасштабное симфоническое произведение, представляющее собой концерт для фортепиано с оркестром.
В 2015 г. Ровнер участвовал в организации проекта India Inside — музыкального альбома, который записывали музыканты ведущих российских симфонических оркестров, а также известные британские и индийские музыканты. В качестве саунд-продюсера выступил Хайдн Бендалл, также проект продюсировал Сергей Смолин. В проекте приняло участие более 300 исполнителей со всего мира, включая два симфонических оркестра, еврейский хор, джазовых музыкантов и других исполнителей, работа с которыми велась на шести студиях — в Москве («Мосфильм»), Лондоне (Real World Studios, AIR Studios, Strongroom Music Studios, Metropolis) и Мумбаи (Yash Raj Films). По материалам проекта был снят одноимённый документальный фильм (режиссёр Александр Смирнов, оператор-постановщик Валерий Осьмаков), в основу которого легло симфоническое произведение Ровнера.
Весной 2020 года в Германии лимитированным тиражом была выпущена виниловая пластинка под названием Tesseract. В её основу легла музыка Геннадия Ровнера в импровизационном прочтении и исполнении джазового пианиста Леонида Чижика.
Произведение Ровнера Metamorphosis («Метаморфозы») состоит из 9 симфонических новелл. В 2021 году одноимённый музыкальный альбом на студии «Лендок» в Санкт-Петербурге записал Большой симфонический оркестр «Северная симфония» под управлением Фабио Мастранджело. В 2023 году «Метаморфозы» исполнил Большой симфонический оркестр имени П. И. Чайковского, дирижёр Владимир Федосеев, вокал Алина Яровая. В 2024 году прошла премьера «Метаморфоз» на телеканале «Культура».
Проходят концерты и выступления с участием Геннадия Ровнера. 16 ноября 2024 года в Казани в Государственном Большом концертном зале им. Сайдашева состоялся бенефис композитора — авторский вечер с участием «татарстанских симфоников», Государственного камерного хора Татарстана, солиста Московской филармонии Филиппа Копачевского и заслуженной артистки Республики Татарстан Эльзы Исламовой.
24 февраля 2025 года в Карнеги-Холле в Нью-Йорке состоялся концерт «Музыка выживания: произведения Вайнберга, Корнгольда и Ровнера». Под управлением дирижёра Константина Орбеляна оркестр театра Нью-Йорк сити опера представил программу, посвящённую Холокосту, с участием виолончелистки Кристины Рэико Купер, певицы сопрано Елизаветы Улахович и музыкой Геннадия Ровнера.